# Музакир Манаф
Музакир Манаф (индон. Muzakir Manaf; род. 3 апреля 1964, Seunuddon, Ачех) — индонезийский государственный и политический деятель. Бывший ополченец движения «Свободный Ачех», который занимал должность вице-губернатора Ачеха в период с 2012 по 2017 год. Возглавил боевое крыло движения после смерти своего предшественника в конце конфликта и позже основал партию «Ачехскую партию», став её первым председателем и занимает эту должность по настоящее время.

## Биография
Когда окончил среднюю школу, то попытался записаться в Национальную армию Индонезии, но потерпел неудачу и вместо этого отправился в Малайзию, где был завербован в ряды движения «Свободный Ачех». В 1986 году уехал жить в Ливию, где вместе с другими членами «Свободного Ачеха» прошёл боевую подготовку.
В 2002 году после смерти командира «Свободного Ачеха» Абдуллы Сиафии во время боя с сухопутными войсками Индонезии, Музакир Манаф стал командующим центрального командования движения.
В 2005 году после подписания Хельсинкского соглашения, он вышел из подполья и впервые предстал перед общественностью, став председателем Переходного комитета Ачеха. Позже был одним из соучредителей «Партии самодостаточного движения Ачех», позже переименованной в «Ачехскую партию», после рекомендации центрального правительства, и стал её первым председателем.
В 2012 году на губернаторских выборах в Ачехе баллотировался в качестве кандидата на должность вице-губернатора, а другой член «Свободного Ачеха» Зайни Абдулла — на должность губернатора. Эта пара выиграла выборы и Музакир Манаф был приведен к присяге в должности вице-губернатора 4 июня 2012 года. По-прежнему пользовался популярностью среди бывших бойцов «Свободного Ачеха» даже после своего избрания. В одном случае лидер повстанцев Дин Миними, который возглавлял вооружённую группу в Восточном Ачехе, отказался прибыть в Джакарту или Банда-Ачех, если Манаф перед этим с ним не встретится.
В 2017 году выставил свою кандидатуру на губернаторских выборах как кандидат в губернаторы провинции. Однако, потерпел поражение от бывшего губернатора Ирванди Юсуфа. Команда предвыборной кампании Манафа при этом заявляла о своей победе и отказалась признать результаты выборов.